# Iván Ortolá
Iván Ortolá Díez (Cumbres de Calicanto, Valencia, 4 de agosto de 2004) es un piloto de motociclismo español. Fue subcampeón de la European Talent Cup en 2019 y del FIM JuniorGP World Championship en 2021, y tercero en la Red Bull MotoGP Rookies Cup de 2020. Desde 2025 compite en el Campeonato del Mundo de Motociclismo de Moto2 para el equipo MT Helmets – MSi.

## Biografía
Inicios:
Ortolá disputó en 2019 la European Talent Cup con Honda, donde ganó tres de las once carreras del campeonato y quedó subcampón. Para la temporada 2020 repitió en la European Talent Cup, logrando cinco podios y siendo 4.º clasificado al final de la temporada. En 2020, Ortolá también corrió la Red Bull Rookies Cup con seis podios y una victoria y siendo 3.º al sumar 150 puntos, detrás de los también españoles Pedro Acosta y David Muñoz. Para 2021, volvió a disputar la Red Bull Rookies Cup alcanzando cinco podios y una victoria, resultando 4.º en la clasificación final. Durante esta temporada también corrió en el FIM CEV Moto3 Junior World Championship siendo subcampeón con 169 puntos, detrás de Daniel Holgado.
2022:
Para la temporada 2022, Iván Ortolá dio el salto al Campeonato del Mundo de Moto3 como piloto del Angelus MTA Team, siendo compañero de Stefano Nepa. Ortolá sumó 73 puntos y acabó su temporada rookie como 17.º clasificado.
2023:
Para 2023, el Angelus MTA Team confirmó la continuidad de Ortolá y Nepa como pilotos del equipo.

## Resultados

### Campeonato del Mundo de Motociclismo
Sistema de puntuación de 1993 hasta 2022:
| Posición | 1.º | 2.º | 3.º | 4.º | 5.º | 6.º | 7.º | 8.º | 9.º | 10.º | 11.º | 12.º | 13.º | 14.º | 15.º |
| Puntos   | 25  | 20  | 16  | 13  | 11  | 10  | 9   | 8   | 7   | 6    | 5    | 4    | 3    | 2    | 1    |

Sistema de puntuación desde 2023 en adelante:
| Posición       | 1.º | 2.º | 3.º | 4.º | 5.º | 6.º | 7.º | 8.º | 9.º | 10.º | 11.º | 12.º | 13.º | 14.º | 15.º |
| Puntos         | 25  | 20  | 16  | 13  | 11  | 10  | 9   | 8   | 7   | 6    | 5    | 4    | 3    | 2    | 1    |
| Carrera sprint | 12  | 9   | 7   | 6   | 5   | 4   | 3   | 2   | 1   |      |      |      |      |      |      |

#### Por categoría
| Cat.  | Temporadas    | 1.er Gran Premio | 1.er Podio    | 1.ª Victoria  | Carreras | Victorias | Podios | Poles | V.Ráp. | Pts. | CM |
| ----- | ------------- | ---------------- | ------------- | ------------- | -------- | --------- | ------ | ----- | ------ | ---- | -- |
| Moto3 | 2022-2024     | Catar 2022       | Américas 2023 | Américas 2023 | 60       | 4         | 10     | 7     | 3      | 484  | 0  |
| Moto2 | 2025-         | Tailandia 2025   |               |               |          |           |        |       |        |      |    |
| Total | 2022–Presente | 2022–Presente    | 2022–Presente | 2022–Presente | 60       | 4         | 10     | 7     | 3      | 484  | 0  |

#### Por temporada
| Temp. | Cat.  | Moto  | Equipo            | Carreras | Victorias | Podios | Poles | V.Ráp. | Pts. | Pos. |
| ----- | ----- | ----- | ----------------- | -------- | --------- | ------ | ----- | ------ | ---- | ---- |
| 2022  | Moto3 | KTM   | Angeluss MTA Team | 20       | 0         | 0      | 0     | 0      | 73   | 17.º |
| 2023  | Moto3 | KTM   | Angeluss MTA Team | 20       | 2         | 3      | 1     | 2      | 187  | 6.º  |
| 2024  | Moto3 | KTM   | MT Helmets - MSi  | 20       | 2         | 7      | 6     | 1      | 224  | 4.º  |
| 2025  | Moto2 | KTM   | MT Helmets - MSi  |          |           |        |       |        | *    | *    |
| Total | Total | Total | Total             | 60       | 4         | 10     | 7     | 3      | 484  |      |

- * Temporada en curso.

#### Carreras por año
| Año  | Cat.  | Moto       | 1       | 2       | 3       | 4      | 5       | 6      | 7       | 8      | 9      | 10      | 11      | 12      | 13     | 14    | 15    | 16      | 17      | 18     | 19     | 20     | 21  | 22  | Pos. | Pts. |
| ---- | ----- | ---------- | ------- | ------- | ------- | ------ | ------- | ------ | ------- | ------ | ------ | ------- | ------- | ------- | ------ | ----- | ----- | ------- | ------- | ------ | ------ | ------ | --- | --- | ---- | ---- |
| 2022 | Moto3 | KTM        | QAT 11  | INA Ret | ARG 15  | AME 11 | POR Ret | SPA 13 | FRA 18  | ITA 7  | CAT 18 | GER 10  | NED 12  | GBR Ret | AUT 11 | RSM 8 | ARA 6 | JPN 13  | THA 20  | AUS 13 | MAL 9  | VAL 12 |     |     | 17.º | 73   |
| 2023 | Moto3 | KTM        | POR Ret | ARG 19  | AME 1   | SPA 1  | FRA 4   | ITA 11 | GER 4   | NED 4  | GBR 4  | AUT 5   | CAT DSQ | RSM 8   | BAH 8  | JPN 5 | INA 9 | AUS Ret | THA 11  | MAL 4  | QAT 15 | VAL 3  |     |     | 6.º  | 187  |
| 2024 | Moto3 | KTM        | QAT 9   | POR 3   | AME Ret | SPA 3  | FRA 5   | CAT 2  | ITA 5   | NED 1  | GER 3  | GBR 1   | AUT 9   | ARA 12  | RSM 3  | ERM 5 | INA 9 | JPN 16  | AUS Ret | THA 4  | MAL 4  | SLD 9  |     |     | 4.º  | 224  |
| 2025 | Moto2 | Boscoscuro | THA 22  | ARG 19  | AME 6   | QAT 18 | SPA 18  | FRA 9  | GBR Ret | ARA 14 | ITA 16 | NED Ret | GER 13  | CZE 12  | AUT    | HUN   | CAT   | RSM     | JPN     | INA    | AUS    | MAL    | POR | VAL | 18.º | 26   |

| Color     | Resultado                                                               |
| --------- | ----------------------------------------------------------------------- |
| Oro       | Ganador                                                                 |
| Plata     | 2.ª plaza                                                               |
| Bronce    | 3.ª plaza                                                               |
| Verde     | Finalizó en los puntos                                                  |
| Azul      | Finalizó sin puntos                                                     |
| Azul      | NC - No clasificado                                                     |
| Violeta   | Ret - No terminó (Carrera)                                              |
| Rojo      | DNQ - No se clasificó                                                   |
| Negro     | DSQ - Descalificado                                                     |
| Blanco    | DNS - No empezó (carrera)                                               |
| Blanco    | WD - Retirado (fin de semana)                                           |
| Blanco    | C - Carrera cancelada                                                   |
| Sin color | DNP - Inscrito pero no participó                                        |
| Sin color | INJ - Lesionado                                                         |
| Sin color | EX - Excluido                                                           |
| Estado    | Resultado                                                               |
| Negrita   | Pole position                                                           |
| Cursiva   | Vuelta rápida                                                           |
| †         | Abandona, pero clasifica al completar el porcentaje requerido para ello |